# Vůz Bdmtee265, 266 ČD
Vozy Bdmtee265 a Bdmtee266, obě řady shodně číslované v intervalu 50 54 20-82, jsou řadami osobních vozů z vozového parku Českých drah. Všechny tyto vozy vznikly modernizací interiéru vozů Bdmtee281 v roce 2013. Vozům po modernizaci zůstala původní pořadová čísla.

## Vznik řady
V roce 2013 nechaly České dráhy zmodernizovat osm vozů Bdmtee281 pro provoz s řídicími vozy Bfhpvee295. Vozy mají podobně zrekonstruovaný interiér jako vozy Bdmtee263, ale kromě toho je cestujícím k dispozici elektronický informační systém a vakuová WC.

## Technické informace
Jsou to neklimatizované vozy se samonosnou konstrukcí karosérie. Skříň těchto vozů rozměrově vychází z typů UIC-X resp. UIC-Z, jejich celková délka je 26 400 mm, výška podlahy nad temenem kolejnice je 1 250 mm. Nejvyšší povolená rychlost těchto vozů je 160 km/h. Vozy mají podvozky GP 200 S. Brzdová soustava je tvořena tlakovou kotoučovou brzdou DAKO s dvěma kotouči na každé nápravě.
Vozy mají neobvykle umístěné nástupní prostory – nikoliv na koncích skříní, ale přibližně v 1/4 a 3/4 délky. Dvoudílné vstupní dveře s elektropneumaticky ovládanými předsuvnými křídly mají světlost 1 400 mm, a za jízdy jsou blokovány. Mezivozové přechodové dveře jsou řešeny jako jednokřídlé otočné s klikou a panty. Vnitřní oddílové dveře jsou řešeny shodně, ale jsou mnohem lehčí. Okna jsou dvoudílná, vodorovně dělená v poměru 1 : 1, dolní polovina oken je zasklená pevně, horní polovina je výklopná dovnitř v úhlu asi 30 °. V každém oddíle je však zároveň vždy jeden pár oken zasklený pevným neděleným sklem. Zasklení oken i vstupních dveří je provedeno determálním dvojsklem.
Při modernizaci byly do vozů dosazeny nové sedačky. Sedačky jsou umístěny částečně za sebou a částečně proti sobě. Jejich příčné uspořádání je 2 + 2. Sedačky mají modrý látkový potah, opěrky hlavy jsou z modré koženky. Vozy mají 80 (Bdmtee265) resp. 82 (Bdmtee266) míst k sezení. Ve vozech Bdmtee266 je navíc vybudován prostor pro vlakovou četu. V každém nástupním prostoru se nachází jedna buňka s uzavřeným systémem WC.
Vozy jsou zásobovány elektrickou energií z centrálního zdroje energie (CZE). Vnitřní síť vozu má jmenovité napětí 24 V. Kromě CZE je možné vnitřní síť napájet z třífázové veřejné sítě 230 V / 400 V ~ 50 Hz. Vytápění vozu je horkovzdušné z centrálního elektrického topidla 3 kV = / 40 kW, rozvod teplého vzduchu podporuje ventilátor 24 V / 600 W. Nucené větrání je taktéž řešeno pomocí ventilátorů, ale bez zapnutí ohřevu vzduchu. Pro přirozené větrání jsou použity větráky ve stropech vozů. Vozy jsou osvětleny pomocí zářivek.
Vozy jsou lakovány do jednotného modro-bílého stylu Českých drah od studia Najbrt.

## Provoz
Vozy jsou nasazovány do vratných souprav s řídicími vozy Bfhpvee295 v okolí Ústí nad Labem, zejména na trati Lysá nad Labem – Ústí nad Labem. Poprvé s cestujícími vyjely 10. září 2013.